# هایپرپلازی خوش‌خیم پروستات
هیپرپلازی خوش‌خیم پروستات (BPH), که بزرگی پروستات نیز نامیده می‌شود، افزایش غیر سرطانی اندازه غده پروستات است. علائم ممکن است شامل تکرر ادرار، مشکل در شروع ادرار کردن، جریان ضعیف ادرار، ناتوانی در ادرار کردن، یا بی‌اختیاری ادرار باشد. عوارض می‌تواند شامل عفونت‌های مجاری ادراری، سنگ مثانه و مشکلات مزمن کلیه باشد.
علت بیماری نامشخص است عوامل خطر عبارتند از: سابقه خانوادگی، چاقی، دیابت نوع ۲، ورزش نکردن به اندازه کافی، و اختلال نعوظ. داروهایی مانند پسودوافدرین (pseudoephedrine)، آنتی‌کولینرژیک‌ها (anticholinergics) و مسدودکننده‌های کانال کلسیم (calcium channel blockers) ممکن است علائم را بدتر کنند. مکانیسم زمینه‌ای این بیماری شامل به فشار آوردن پروستات روی میزراه، مجرای خروج ادرار، مربوط می‌شود و در نتیجه، خروج ادرار از مثانه را دشوار می‌سازد. تشخیص معمولاً بر اساس علائم و معاینه، پس از رد سایر علل احتمالی انجام می‌شود.
گزینه‌های درمانی برای BPH شامل تغییرات سبک زندگی، داروها، چندین پروسیجر، و جراحی است. در افرادی با علائم خفیف، کاهش وزن، ورزش کردن و کاهش مصرف کافئین توصیه می‌شود، گرچه کیفیت شواهد برای تأثیر ورزش پایین است. در کسانی که علائم قابل توجه‌تری دارند، ممکن است تجویز دارو شامل مسدودکننده‌های آلفا (alpha blockers) مانند ترازوسین (terazosin) یا مهارکننده‌های ۵α ردوکتاز (۵α-reductase inhibitors) مانند فیناستراید (finasteride) انجام شود. در افرادی که با اقدامات دیگر بهبود نمی‌یابند، ممکن است جراحی برای برداشتن بخشی از پروستات انجام شود. برخی از داروهای گیاهی که مورد مطالعه قرار گرفته‌اند، مانند نخل اره‌ای، در این بیماری کمکی نشان نداده‌اند. سایر داروهای گیاهی که تا حدودی در بهبود جریان ادرار مؤثر هستند، عبارتند از بتا-سیتوسترول از Hypoxis rooperi (علف ستاره‌ای آفریقایی)، گیلاس آفریقایی, دانه کدو تنبل (Cucurbita pepo)، و ریشه گزنه دوپایه.
در سراسر جهان، حدود ۱۰۵ میلیون مرد تحت تأثیر BPH قرار دارند این بیماری معمولاً پس از ۴۰ سالگی شروع می‌شود. نیمی از مردان بالای ۵۰ سال به این بیماری مبتلا می‌شوند. پس از سن ۸۰ سالگی، تا حدود ۹۰ درصد از مردان تحت تأثیر قرار می‌گیرند. با اینکه سطح آنتی‌ژن اختصاصی پروستات ممکن است در مردان مبتلا به BPH افزایش یابد، این وضعیت، خطر ابتلا به سرطان پروستات را افزایش نمی‌دهد.

## علائم و نشانه‌ها

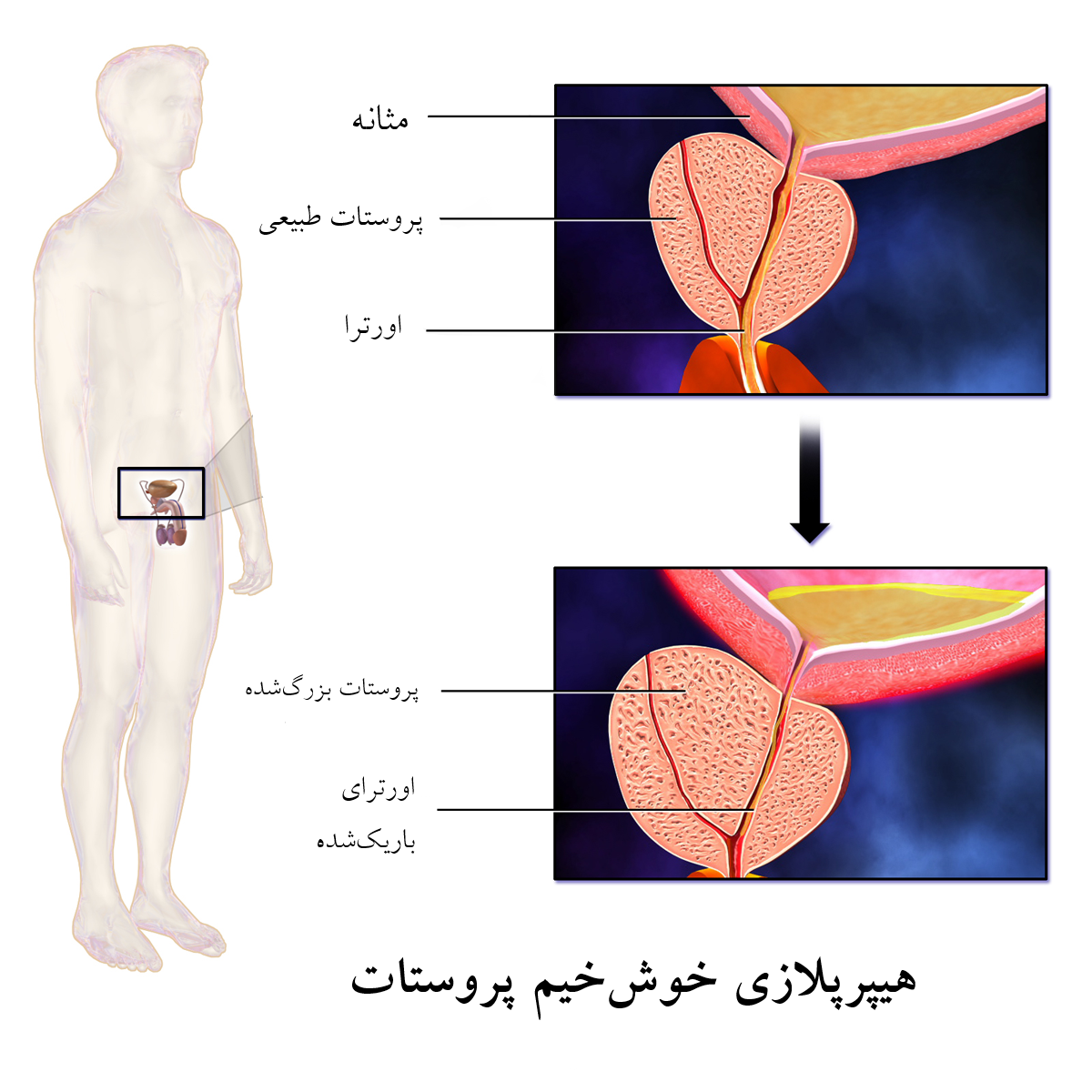

BPH شایع‌ترین عامل ایجاد کننده علائم در دستگاه ادراری تحتانی است؛ این علائم به سه دسته تقسیم می‌شوند: علائم نگهداری، علائم دفع ادرار و علائمی که پس از ادرار کردن رخ می‌دهند. علائم نگهداری شامل نیاز به ادرار کردن مکرر، بیدار شدن در شب برای ادرار کردن، فوریت (نیاز شدید به دفع ادرار که نمی‌توان آن را به تعویق انداخت)، ادرار اضطراری، از جمله ادرار اضطراری در شب، یا بی‌اختیاری ادرار ناشی از فوریت (نشت ادرار به دنبال نیاز ناگهانی شدید به ادرار کردن). علائم دفع ادرار شامل تزلزل ادراری (تأخیر بین شروع به ادرار کردن و شروع واقعی جریان ادرار)، جریان منقطع (نه مداوم)، قطع غیرارادی دفع ادرار، جریان ضعیف ادرار، زور زدن برای دفع ادرار، احساس تخلیه ناقص، و چکه کردن غیرقابل کنترل ادرار پس از پایان ادرار کردن. ممکن است این علائم با درد مثانه یا درد هنگام ادرار کردن، که به آن دیسوری (dysuria) گفته می‌شود، همراه باشد.
انسداد خروجی مثانه می‌تواند ناشی از BPH باشد. علائم آن عبارتند از: درد شکمی، احساس مداوم پری مثانه، تکرر ادرار، احتباس ادراری حاد (ناتوانی در دفع ادرار)، درد در طول ادرار کردن (دیسوری)، مشکلات در شروع ادرار (تزلزل ادرار)، جریان آهسته ادرار، شروع و توقف (ادرار منقطع) و شب ادراری.
BPH می‌تواند یک بیماری پیشرونده باشد، به خصوص اگر درمان نشود. تخلیه ناقص منجر به باقی ماندن ادرار یا استاز ادراری (urinary stasis) می‌شود که می‌تواند خطر عفونت مجاری ادراری را افزایش دهد

## علل

### هورمون‌ها
بسیاری از متخصصان بر این باورند که آندروژن‌ها (تستوسترون و هورمون‌های مرتبط) نقش مهمی در ایجاد BPH دارند. این بدان معنی است که برای ایجاد BPH باید آندروژن‌ها وجود داشته باشند، اما لزوماً به‌طور مستقیم باعث ایجاد این بیماری نمی‌شوند. این موضوع با شواهدی تأیید می‌شود که نشان می‌دهد پسران اخته شده درسنین بالا دچار BPH نمی‌شوند. در یک مطالعه غیرمعمول روی ۲۶ خواجه از کاخ سلسله چینگ که در سال ۱۹۶۰ هنوز در پکن زندگی می‌کردند، در ۸۱ درصد از خواجه‌های مورد مطالعه، پروستات قابل لمس نبود. میانگین زمان سپری شده از موقع اخته شدن ۵۴ سال (بین ۴۱ تا ۶۵ سال) بود. از سوی دیگر، برخی مطالعات نشان می‌دهند که تجویز تستوسترون اگزوژن با افزایش قابل توجه خطر علائم BPH همراه نیست، بنابراین نقش تستوسترون در سرطان پروستات و BPH همچنان نامشخص است. برای تعیین کمیت هرگونه خطر ناشی از تجویز تستوسترون اگزوژن، انجام کارآزمایی‌های تصادفی‌سازی و کنترل‌شده بیشتری با تعداد شرکت‌کننده بیشتر مورد نیاز است.
دی هیدروتستوسترون، متابولیت تستوسترون، یک واسطه کلیدی برای رشد پروستات است. DHT در پروستات از طریق عمل آنزیم ۵α-ردوکتاز نوع ۲ بر روی تستوسترون جریان خون ساخته می‌شود. DHT می‌تواند به صورت اتوکرین روی سلول‌های استرومایی یا به صورت پاراکرین با انتشار به سلول‌های اپیتلیال مجاور، عمل کند. در هر دو نوع سلول هدف، DHT به گیرنده‌های آندروژن هسته‌ای متصل می‌شود و رونویسی از فاکتورهای رشد را که برای سلول‌های اپیتلیال و استرومایی میتوژنیک هستند، سیگنال می‌دهد. DHT ده برابر قوی‌تر از تستوسترون است زیرا کندتر از گیرنده آندروژن جدا می‌شود. اهمیت DHT در ایجاد هیپرپلازی ندولار توسط مشاهدات بالینی که در آن مهار کننده ۵α-ردوکتاز مانند فیناستراید به مردان مبتلا به این بیماری داده می‌شود، تأیید می‌گردد. درمان با مهارکننده ۵α-ردوکتاز به‌طور قابل توجهی میزان DHT پروستات را کاهش می‌دهد و در نتیجه، حجم پروستات و علائم BPH را کاهش می‌دهد
تستوسترون باعث افزایش تکثیر سلولی پروستات می‌شود، اما در بیماران مبتلا به BPH سطح سرمی نسبتاً پایینی از تستوسترون یافت می‌شود. یک مطالعه کوچک نشان داده است که اخته‌سازی پزشکی، سطح هورمون در سرم و پروستات را به‌طور ناموزون کاهش می‌دهد و تأثیر کمتری بر سطح تستوسترون و DHT در پروستات دارد.
علاوه بر تستوسترون و DHT، سایر آندروژن‌ها نیز نقش مهمی در ایجاد BPH دارند. Cاستروئیدهای ۲۱ کربنه ۱۱-اکسیژنه (پرگنان) که به عنوان پیش‌سازهای آندروژن‌های ۱۱-اکسیژنه شناخته شده‌اند، نیز آگونیست‌های قوی برای گیرنده آندروژن هستند. به‌طور خاص، استروئیدهایی مانند ۱۱β-هیدروکسی پروژسترون و ۱۱-کتوپروژسترون می‌توانند به ۱۱-کتو دی‌هیدروتستوسترون، شکلی از DHT با ۱۱-اکسو و با همان قدرت، تبدیل شوند. این پیش سازها همچنین در نمونه‌های بیوپسی بافتی از بیماران مبتلا به BPH و همچنین در سطح سرم آنها شناسایی شده‌اند علاوه بر آن، آندروژن‌های بیوسنتز شده از طریق مسیر در پشتی می‌توانند در ایجاد BPH نقش داشته باشند.
در حالی که شواهدی وجود دارد مبنی بر اینکه استروژن ممکن است در ایجاد BPH نقش داشته باشد، به نظر می‌رسد این اثر عمدتاً از طریق تبدیل موضعی آندروژن‌ها به استروژن در بافت پروستات به جای اثر مستقیم خود استروژن ایجاد می‌شود در مطالعات درون‌تنی (in vivo) روی سگ، اخته سازی که منجر به کاهش قابل توجه سطح آندروژن اما بدون تغییر در سطح استروژن شد، آتروفی قابل توجهی در پروستات ایجاد کرد. مطالعاتی که به دنبال همبستگی میان هیپرپلازی پروستات و سطح استروژن سرم در انسان هستند، عموماً هیچ ارتباطی را نشان نداده‌اند.
در سال ۲۰۰۸، گات و همکاران (.Gat et al)، شواهدی منتشر کردند مبنی بر اینکه BPH ناشی از نارسایی در سیستم درناژ وریدی اسپرماتیک است که منجر به افزایش فشار هیدرواستاتیک و افزایش سطح تستوسترون موضعی بیش از ۱۰۰ برابر بالاتر از سطح سرم می‌شود. در صورت تأیید، این مکانیسم توضیح می‌دهد که چرا به نظر نمی‌رسد سطح آندروژن سرم با BPH ارتباط داشته باشد و چرا دادن تستوسترون اگزوژن تفاوت زیادی ایجاد نمی‌کند.

### رژیم غذایی
مطالعات نشان می‌دهند که الگوهای غذایی ممکن است بر پیشرفت BPH تأثیر بگذارد، اما تحقیقات بیشتری برای روشن شدن هر ارتباط مهمی مورد نیاز است. مطالعات انجام شده در چین نشان می‌دهند که مصرف بیشتر پروتئین ممکن است عاملی در ایجاد BPH باشد. مردان بالای ۶۰ سال در مناطق روستایی نرخ بسیار پایین BPH بالینی داشتند، در حالی که مردانی که در شهرها زندگی می‌کردند و پروتئین حیوانی بیشتری مصرف می‌کردند، بروز بالاتری داشتند. از سوی دیگر، یک مطالعه روی مردان ژاپنی-آمریکایی در هاوایی، یک ارتباط منفی قوی با مصرف الکل، اما یک ارتباط مثبت ضعیف با مصرف گوشت گاو نشان داد. در یک مطالعه کوهورت آینده‌نگر بزرگ در ایالات متحده (مطالعه پیگیری متخصصان سلامت)، محققان ارتباط متوسطی را بین BPH (مردانی با علائم شدید BPH یا BPH تأیید شده با جراحی) و میزان دریافت کلی انرژی و پروتئین، اما نه با دریافت چربی، گزارش کردند. همچنین شواهد اپیدمیولوژیکی وجود دارد که BPH را با سندرم متابولیک (چاقی همزمان، اختلال در متابولیسم گلوکز و دیابت، سطوح بالای تری گلیسیرید، سطوح بالای کلسترول LDL و پرفشاری خون) مرتبط می‌کند.

### پیری
هیپرپلازی خوش‌خیم پروستات یک بیماری مرتبط وابسته به سن است. فرضیه پیری ناشی از تجمع سوء ترمیم (misrepair-accumulation aging theory) پیشنهاد می‌کند که ایجاد BPH نتیجه فیبروز و ضعیف شدن بافت عضلانی در پروستات است. بافت عضلانی در عملکرد پروستات مهم است و نیروی خروج مایع تولید شده توسط غدد پروستات را تأمین می‌کند. با این حال، انقباضات و اتساعات مکرر تارهای عضلانی به‌طور اجتناب ناپذیری باعث آسیب و شکستگی آن‌ها می‌شود. توانایی تارهای عضلانی برای بازسازی کم است؛ بنابراین، برای جایگزینی تارهای عضلانی شکسته شده، از فیبرهای کلاژن باید استفاده شود. چنین ترمیم‌های نادرستی، عملکرد بافت عضلانی را تضعیف می‌کند و مایع ترشح شده توسط غدد نمی‌تواند به‌طور کامل دفع شود. بدین ترتیب تجمع مایع در غدد، مقاومت بافت عضلانی را در طی انقباضات و اتساعات افزایش داده، و در نتیجه، تارهای عضلانی بیشتری شکسته و با فیبرهای کلاژن جایگزین خواهند شد.

## پاتوفیزیولوژی

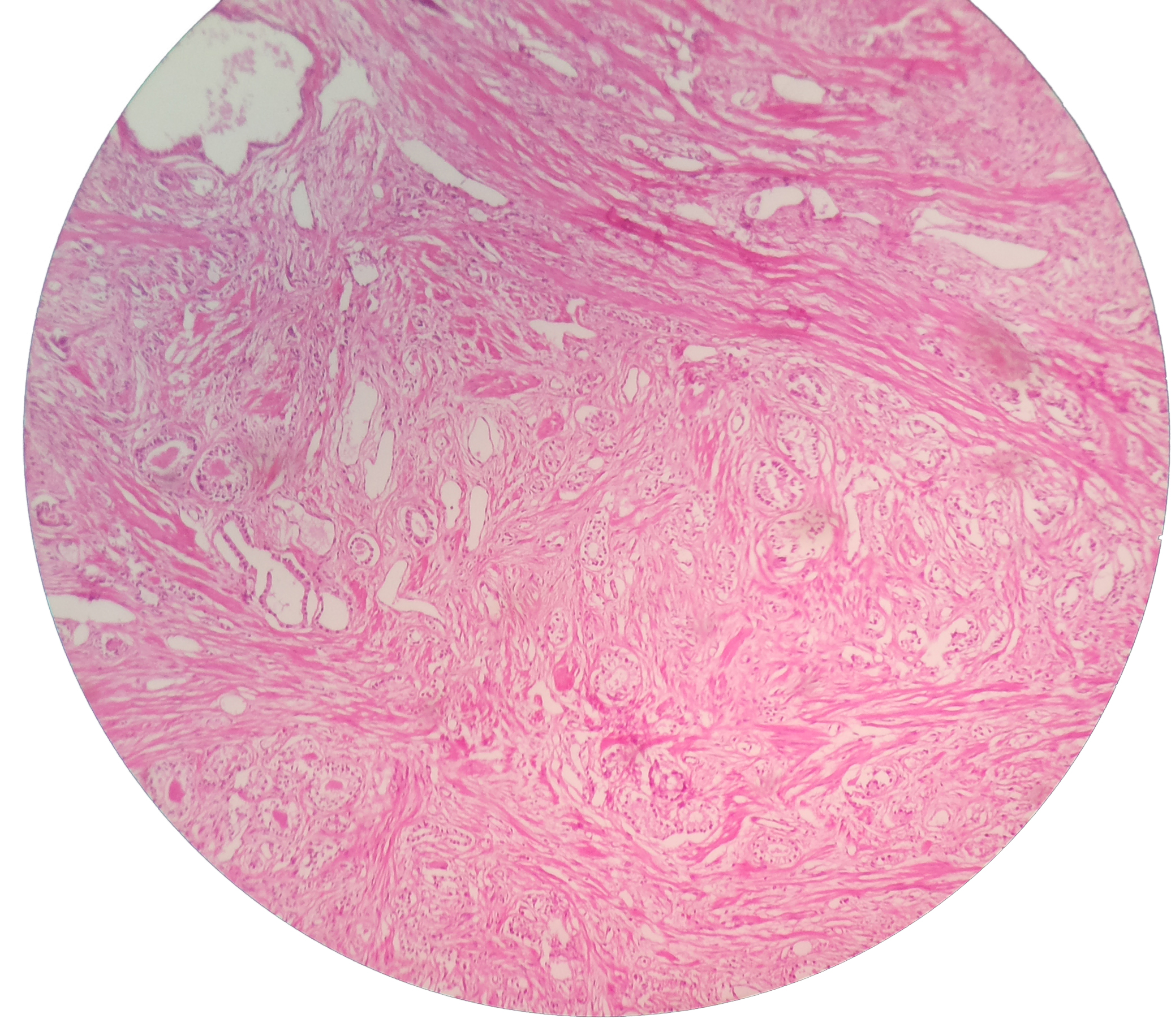
هیپرپلازی خوش‌ خیم پروستات

با افزایش سن در مردان، فعالیت آنزیم‌های آروماتاز و ۵-آلفا ردوکتاز افزایش می‌یابد. این آنزیم‌ها به ترتیب مسئول تبدیل هورمون‌های آندروژن به استروژن و DHT هستند. متابولیزه شدن هورمون‌های آندروژن با این آنزیم‌ها منجر به کاهش تستوسترون و در مقابل افزایش سطح DHT و استروژن می‌شود.
در BPH، هم سلول‌های اپیتلیال غده‌ای و هم سلول‌های استرومایی (شامل تارهای عضلانی) دچار هیپرپلازی می‌شوند. اکثر منابع بر این باورند که از بین این دو بافت، هیپرپلازی استرومایی غالب است، اما نسبت دقیق این دو نامشخص است.: 694 
از نظر آناتومیکی، در این بیماری معمولاً لوب‌های میانی و جانبی، به دلیل داشتن بافت غددی فراوان، بزرگ می‌شوند. لوب قدامی دارای بافت غددی کمی است و به ندرت بزرگ می‌شود. (سرطان کارسینوم پروستات به‌طور معمول در لوب خلفی رخ می‌دهد - از همین رو با معاینه رکتال می‌توان بافت نامنظم آن را تشخیص داد). اولین علائم میکروسکوپی BPH معمولاً بین سنین ۳۰ تا ۵۰ سالگی در ناحیه PUG، که در خلف مجرای ادراری پروگزیمال قرار دارد، شروع می‌شود.: 694  در BPH، اکثر رشد در ناحیه انتقال پروستات رخ می‌دهد.: 694  علاوه بر این دو ناحیه کلاسیک، ناحیه محیطی نیز به میزان کمتری درگیر می‌شود.: 695  سرطان پروستات به‌طور معمول در ناحیه PZ ایجاد می‌شود. با این حال، به منظور رد سرطان در ناحیه TZ، غالباً ندول‌های BPH، معمولاً از ناحیه TZ، تحت بیوپسی قرار می‌گیرند.: 695  BPH می‌تواند یک رشد پیشرونده داشته باشد که در موارد نادری منجر به بزرگ شدن غیرمعمول پروستات می‌شود. در برخی از مردان، بزرگی پروستات از ۲۰۰ تا ۵۰۰ گرم فراتر می‌رود. این وضعیت به عنوان هیپرپلازی غول پیکر تعریف شده است.

## تشخیص
تشخیص بالینی BPH بر اساس سابقه LUTS، معاینه انگشتی رکتوم، و رد سایر علل ایجاد کننده علائم و نشانه‌های مشابه انجام می‌شود. شدت LUTS لزوماً با اندازه پروستات مطابقت ندارد. لمس غده پروستات بزرگ شده به صورت متقارن و صاف در معاینه رکتوم تشخیص BPH را تقویت می‌کند. با این حال، اگر غده پروستات در لمس نامتقارن، سفت یا ندولار باشد، شک به سرطان پروستات را مطرح می‌کند.
برای تشخیص BPH و تعیین شدت علائم، پرسشنامه‌های معتبری مانند شاخص علائم انجمن اورولوژی آمریکا (AUA-SI),نمره بین‌المللی علائم پروستات (I-PSS) و اخیراً نمره UWIN (فوریت، جریان ضعیف، تخلیه ناقص و شب ادراری) ابزارهای کمکی مفیدی هستند.

### بررسی‌های آزمایشگاهی
آزمایش ادرار به‌طور معمول در صورت وجود LUTS و مشکوک شدن به BPH انجام می‌شود تا علائم عفونت مجاری ادراری، وجود گلوکز در ادرار (نشان‌دهنده دیابت) یا پروتئین در ادرار (نشان‌دهنده بیماری کلیوی) را ارزیابی کند. اغلب آزمایش خون، شامل تست‌های عملکرد کلیه و آنتی‌ژن اختصاصی پروستات (PSA)، به ترتیب برای ارزیابی آسیب کلیه و سرطان پروستات، درخواست می‌شود.با این حال، بررسی سطح PSA خون برای غربالگری سرطان پروستات بحث‌برانگیز است و لزوماً در هر ارزیابی برای BPH توصیه نمی‌شود. BPH و سرطان پروستات، هر دو می‌توانند منجر به افزایش سطح PSA خون شوند و سطح بالای PSA به خوبی قادر به افتراق بین این دو بیماری نیست. در صورتی که سطح PSA بررسی شود و بالا باشد، نیاز به بررسی‌های بیشتر وجود دارد. اقداماتی از جمله اندازه‌گیری PSA توتال،PSA آزاد (free PSA)، معاینه رکتال و اولتراسونوگرافی ترانس‌رکتال ممکن است در تعیین اینکه آیا افزایش PSA ناشی از BPH یا سرطان پروستات است، مفید باشد.

### تصویربرداری و دیگر بررسی‌ها
اوروفلومتری (uroflowmetry) برای اندازه‌گیری سرعت جریان ادرار و حجم کل ادرار دفع شده در هنگام ادرار کردن فرد انجام می‌شود.
سونوگرافی شکمی از پروستات و کلیه‌ها اغلب برای رد هیدرونفروز و اتساع حالب (hydroureter) انجام می‌شود. همچنین ممکن است کیست، تومور و سنگ به‌طور اتفاقی در سونوگرافی یافت شود. اگر حجم باقی مانده از ادرار در مثانه پس از ادرار کردن بیش از ۱۰۰ میلی‌لیتر باشد، می‌تواند نشان دهنده انسداد قابل توجه باشد. اندازه پروستات ۳۰ سی‌سی یا بیشتر نشان دهنده بزرگ شدن پروستات است.
کلسیفیکاسیون پروستات (رسوب کلسیم در غده پروستات) را می‌توان از طریق سونوگرافی ترانس رکتال (TRUS) تشخیص داد. رسوب کلسیم ناشی از سفت شدن ترشحات پروستات یا اجسام آمیلاسه (توده‌های هیالین روی غده پروستات) کلسیفیه شده ایجاد می‌شود. کلسیفیکاسیون همچنین در بیماری‌های مختلف دیگر مانند پروستاتیت، سندرم درد مزمن لگن و سرطان پروستات یافت می‌شود. در کسانی که سطح PSA بالایی دارند، بیوپسی هدایت شده با TRUS برای نمونه‌برداری از پروستات جهت بررسی انجام می‌شود. اگرچه MRI در تعیین حجم پروستات دقیق‌تر از TRUS است، اما TRUS کم هزینه‌تر است و تقریباً به اندازه MRI دقیق است؛ بنابراین، TRUS همچنان برای اندازه‌گیری حجم پروستات ترجیح داده می‌شود.

### تشخیص افتراقی

#### بیماری‌های دیگر
تشخیص افتراقی برای LUTS گسترده است و شامل وضعیت‌های پزشکی مختلف، اختلالات عصبی، و سایر بیماری‌های مثانه، میزراه و پروستات مانند سرطان مثانه، عفونت مجاری ادراری، تنگی مجرای ادرار، سنگ‌های مجرای ادرار، پروستاتیت مزمن و سرطان پروستات است. مثانه نوروژنیک می‌تواند باعث احتباس ادرار شود و علائمی شبیه به علائم BPH ایجاد کند. این وضعیت ممکن است در نتیجه انقباض ناهماهنگ عضله مثانه یا اختلال در زمان‌بندی انقباض عضله مثانه و شل شدن اسفنکتر میزراه رخ دهد. علل قابل توجه مثانه نوروژنیک شامل اختلالات سیستم عصبی مرکزی مانند بیماری پارکینسون، مالتیپل اسکلروزیس، و آسیب‌های نخاعی و همچنین اختلالات سیستم عصبی محیطی مانند دیابت، کمبود ویتامین ب۱۲ و آسیب عصبی ناشی از الکل است. افراد مبتلا به نارسایی قلبی اغلب به دلیل توزیع مجدد مایع انباشته شده در پاهای متورم، شب‌ها برای ادرار کردن از خواب بیدار می‌شوند.

#### داروها
برخی از داروها می‌توانند با افزایش مقاومت خروجی مثانه به دلیل افزایش تون عضلات صاف در پروستات یا گردن مثانه، مشکلات ادرار کردن را تشدید کنند و در ایجاد LUTS نقش داشته باشند. داروهای آگونیست آلفا-آدرنرژیک، مانند داروهای ضداحتقان با سودوافدرین می‌توانند مقاومت خروجی مثانه را افزایش دهند در مقابل، مسدودکننده‌های کانال کلسیم و داروهای آنتی‌کولینرژیک می‌توانند احتباس ادراری را از طریق شل کردن عضلات مثانه بدتر کنند. داروهای دیورتیک مانند دیورتیک‌های لوپ (مانند فوروزماید) یا تیازیدها (مانند کلرتالیدون) می‌توانند باعث تکرر ادرار و بیدار شدن شبانه برای ادرار کردن شوند یا آنها را بدتر کنند.

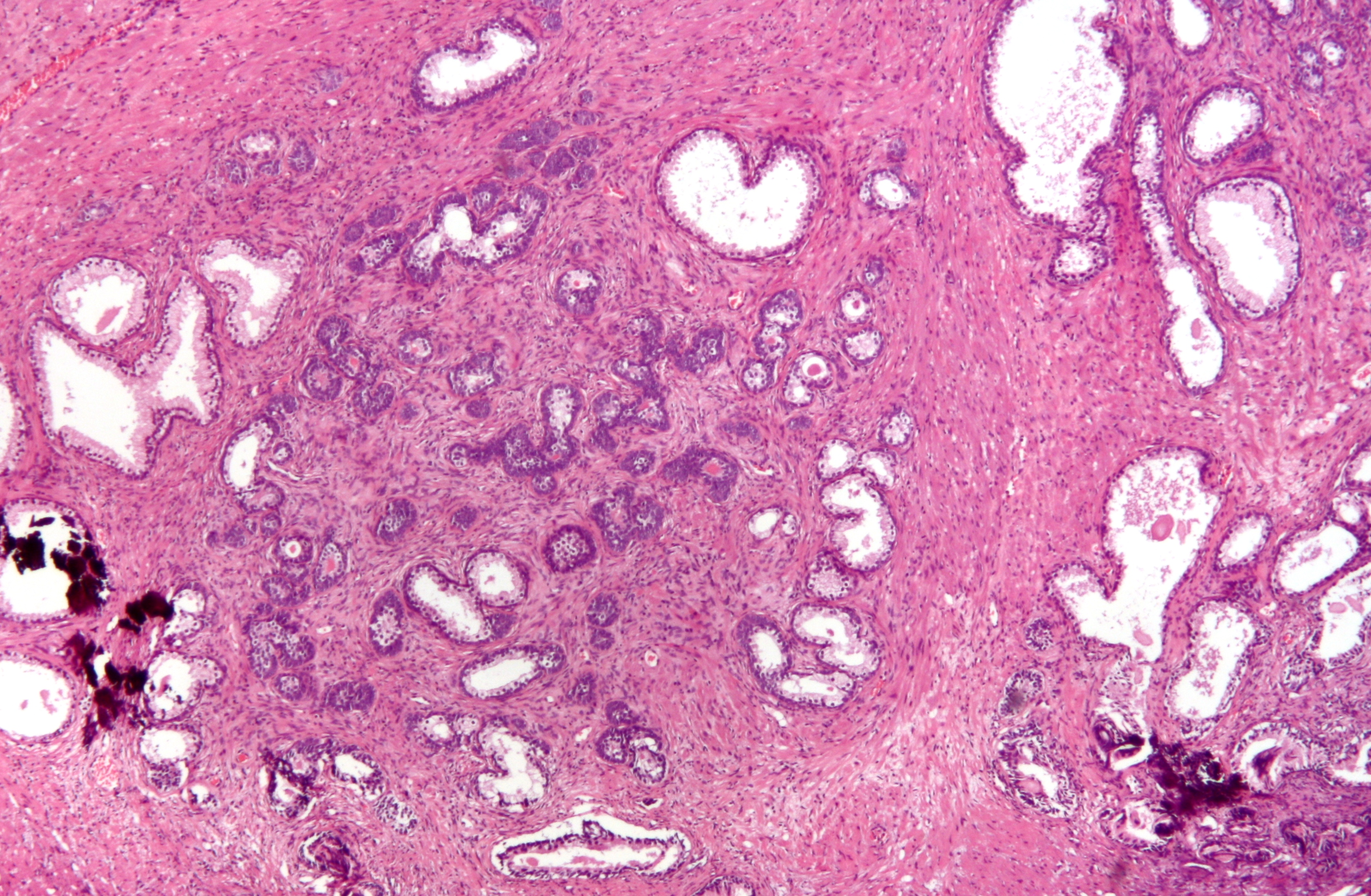
میکروگراف، نشان‌ دهنده هیپرپلازی ندولار پروستات است.
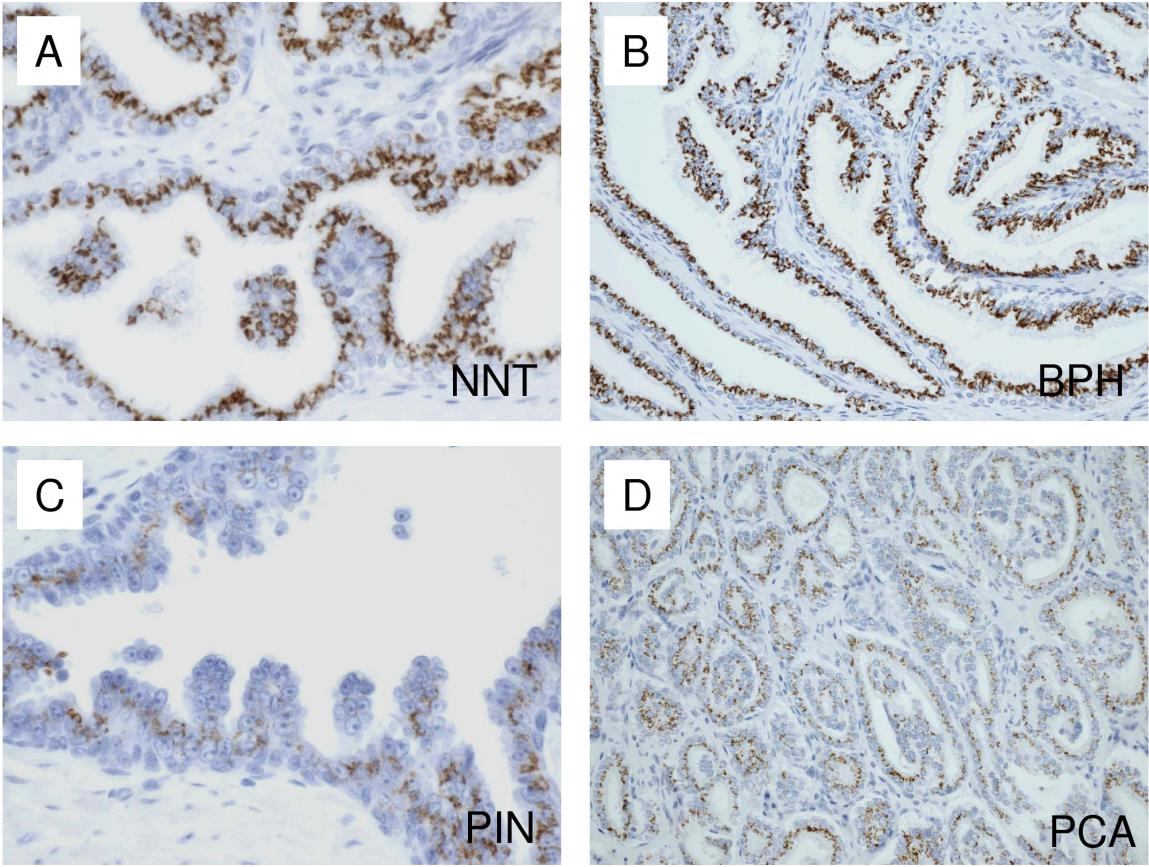
بررسی میکروسکوپی انواع مختلف بافت پروستات (رنگ‌آمیزی با روش‌های ایمونوهیستوشیمی):A. بافت‌ طبیعی پروستات; B. هیپرپلازی خوش‌خیم پروستات;C.نئوپلازی اینترا اپیتلیالD.پروستات با درجه بالا آدنوکارسینومای پروستات

## مدیریت
در درمان و مدیریت BPH، هدف پیشگیری از عوارض مرتبط با بیماری و بهبود یا تسکین علائم است. رویکردهای مورد استفاده شامل اصلاح سبک زندگی، داروها، کاتتریزاسیون، و جراحی است.

### سبک زندگی
تغییرات سبک زندگی برای رفع علائم BPH شامل فعالیت بدنی کاهش مصرف مایعات قبل از خواب، تعدیل مصرف الکل و محصولات حاوی کافئین، و پیروی از یک برنامه زمان‌بندی شده دفع ادرار است.
بیماران همچنین می‌توانند سعی کنند از محصولات و داروهایی با خواص آنتی‌کولینرژیک که ممکن است علائم احتباس ادراری BPH را تشدید کنند، از جمله آنتی‌هیستامین‌ها، ضداحتقان‌ها، مواد افیونی و ضدافسردگی‌های سه‌حلقه‌ای خودداری کنند. با این حال، تغییرات در داروها باید با نظر یک متخصص پزشکی انجام شود.

#### فعالیت بدنی
فعالیت بدنی به عنوان درمانی برای علائم دستگاه ادراری توصیه شده است. مرور کاکرین در سال ۲۰۱۹ روی شش مطالعه با مجموع ۶۵۲ مرد، اثرات فعالیت بدنی به تنهایی، فعالیت بدنی به عنوان بخشی از یک برنامه خود مدیریتی و موارد دیگر را ارزیابی کرد. با این حال، کیفیت شواهد بسیار پایین بود و بنابراین همچنان نامشخص است که آیا فعالیت بدنی در مردانی که علائم ادراری ناشی از BPH را تجربه می‌کنند، مفید است یا خیر.

#### نحوه ادرار کردن
نحوه ادرار کردن ممکن است بر پارامترهای اورودینامیک (سرعت جریان ادرار، مدت زمان دفع و حجم باقی مانده پس از دفع ادرار) تأثیر بگذارد. یک متاآنالیز هیچ تفاوتی را میان وضعیت ایستاده و نشسته ادرار کردن در مردان سالم پیدا نکرد، اما برای مردان مسن با LUTS، ادرار کردن در وضعیت نشسته حجم باقی مانده پس از دفع ادرار را کاهش داد؛ حداکثر جریان ادرار را افزایش داد، قابل مقایسه با مداخله دارویی؛ و مدت زمان دفع ادرار را کاهش داد
این مشخصات اورودینامیک با خطر کمتر عوارض اورولوژیک مانند سیستیت و سنگ مثانه همراه است.

### داروها
دو دسته اصلی دارویی برای مدیریت BPH عبارتند از مسدود کننده‌های آلفا و مهارکننده‌های ۵α-ردوکتاز.

#### مسدود کننده‌های آلفا
مسدود کننده‌های انتخابی α۱ رایج‌ترین گزینه برای درمان اولیه هستند آن‌ها شامل آلفازوسین، دوکسازوسین، سیلودوسین، تامسولوسین، ترازوسین، و نفتوپیدیل هستند. آن‌ها در بهبود علائم مزیت کم تا متوسطی دارند. مسدودکننده‌های انتخابی آلفا-۱ از نظر اثربخشی مشابه هستند اما عوارض جانبی کمی متفاوت دارند. مسدودکننده‌های آلفا عضلات صاف پروستات و گردن مثانه را شل می‌کنند، و درنتیجه انسداد جریان ادرار را کاهش می‌دهند. عوارض جانبی رایج مسدودکننده‌های آلفا عبارتند از: افت فشار خون ارتواستاتیک (احساس سبکی سر یا سرگیجه هنگام ایستادن یا کشش)، تغییرات انزال، اختلال نعوظ، سردرد، احتقان بینی، و ضعف. در مردان مبتلا به LUTS ناشی از بزرگی پروستات، ممکن است اثرات نفتوپیدیل، تامسولوسین و سیلودوسین بر علائم ادراری و کیفیت زندگی مشابه باشد. نفتوپیدیل و تامسولوسین ممکن است درجات مشابهی از عوارض جانبی ناخواسته جنسی داشته باشند اما عوارض جانبی ناخواسته کمتری نسبت به سیلودوسین دارند.
تامسولوسین و سیلودوسین مسدود کننده‌های انتخابی گیرنده α۱ هستند که به‌طور انتخابی به جای اتصال به گیرنده α۱B در رگ‌های خونی، به گیرنده α۱A در پروستات متصل می‌شوند. مسدود کننده‌های کمتر انتخابی گیرنده α۱ مانند ترازوسین و دوکسازوسین ممکن است فشار خون را کاهش دهند. پرازوسین، مسدود کننده قدیمی‌تر و کمتر انتخابی α۱-آدرنرژیک، گزینه خط اول درمان برای فشار خون بالا یا هیپرپلازی پروستات نیست؛ این دارو برای بیمارانی تجویز می‌شود که به‌طور همزمان به هر دو مشکل مبتلا هستند. داروهای قدیمی‌تر و غیرانتخابی مسدودکننده آلفا مانند فنوکسی بنزامین برای کنترل BPH توصیه نمی‌شوند. مسدودکننده‌های آلفا غیرانتخابی مانند ترازوسین و دوکسازوسین نیز ممکن است نیاز به تنظیم تدریجی دوز داشته باشند، زیرا می‌توانند فشار خون را پایین آورده و اگر پاسخ به دارو خیلی قوی باشد باعث سنکوپ (غش) شوند.

#### مهارکننده‌های ۵α-ردوکتاز
مهارکننده‌های ۵α-ردوکتاز شامل فیناستراید و دوتاستراید نیز ممکن است در افراد مبتلا به BPH استفاده شوند. این داروها آنزیم ۵α-ردوکتاز را مهار می‌کنند، که درنتیجه تولید DHT، هورمونی که مسئول بزرگ شدن پروستات است، را مهار می‌کنند. اثرات این داروها نسبت به مسدودکننده‌های آلفا دیرتر ظاهر می‌شود، اما اثر آن‌ها سال‌ها تداوم دارد. در صورت استفاده همزمان با مسدود کننده‌های آلفا، کارآزمایی‌های کوتاه مدت هیچ مزیتی را گزارش نکردند، اما در یک مطالعه طولانی‌مدت‌تر (۳ تا ۴ سال)، کاهش بیشتری در پیشرفت BPH به سمت احتباس ادراری حاد و نیاز به جراحی در مقایسه با مصرف هر یک از داروها به تنهایی، مشاهده شد، به ویژه در افرادی که علائم شدیدتر و پروستات بزرگتر داشتند. کارآزمایی‌های دیگر کاهش علائم را تأیید کرده‌اند، به طوری که در یک کارآزمایی این اثر طی ۶ ماه حاصل شد و این اثر پس از قطع مصرف مسدودکننده آلفا همچنان حفظ شد. عوارض جانبی شامل کاهش میل جنسی و اختلال انزال یا نعوظ است. مهارکننده‌های ۵α-ردوکتاز در زنان باردار به دلیل تراتوژن بودن آنها به دلیل تداخل با متابولیسم تستوسترون جنین منع مصرف دارند، و به عنوان یک اقدام احتیاطی، زنان باردار نباید قرص‌های خرد شده یا شکسته این داروها را لمس کنند.

#### مهارکننده‌های فسفودی‌استراز (PDE)
مرور کاکرین در سال ۲۰۱۸ بر روی مطالعات انجام شده روی مردان بالای ۶۰ سال با LUTS متوسط تا شدید، تأثیر مهارکننده‌های فسفودی‌استراز را در مقایسه با سایر داروها مورد بررسی قرار داد. این داروها ممکن است علائم ادراری را اندکی بهبود بخشند و ناراحتی ادراری را کاهش دهند، اما همچنین در مقایسه با دارونما (placebo) ممکن است عوارض جانبی بیشتری ایجاد کنند. شواهد موجود در این مرور نشان داد که احتمالاً هیچ تفاوتی بین PDE و مسدودکننده‌های آلفا وجود ندارد، با این حال هنگامی که به صورت ترکیبی استفاده می‌شوند ممکن است بهبود بیشتری در علائم (با عوارض جانبی بیشتر) ایجاد کنند. همچنین به احتمال زیاد PDE در صورت استفاده ترکیبی با مهارکننده‌های ۵α-ردوکتاز، علائم را بهبود می‌بخشد.
چندین مهارکننده فسفودی استراز-۵ نیز مؤثر هستند، اما ممکن است برای حفظ جریان کافی ادرار به استفاده از چندین دوز در روز نیاز باشد. تادالافیل، یک مهارکننده فسفودی‌استراز ۵، توسط NICE در بریتانیا برای درمان علائم مرتبط با BPH در نظر گرفته شد و سپس رد شد. در سال ۲۰۱۱، سازمان غذا و داروی ایالات متحده، تادالافیل را برای درمان علائم و نشانه‌های BPH، و برای درمان BPH و اختلال نعوظ، زمانی که این شرایط به‌طور همزمان رخ دهد، تأیید کرد.

#### سایر داروها
از عوامل آنتی‌موسکارینی مانند تولترودین نیز ممکن است استفاده شود، به ویژه در ترکیب با مسدود کننده‌های آلفا. آنها با کاهش اثرات استیل‌کولین بر روی عضله صاف مثانه عمل می‌کنند، بنابراین به کنترل علائم مثانه بیش فعال کمک می‌کنند.

### خود سوندگذاری
سوندگذاری متناوب ادراری برای تخلیه مثانه در افراد مبتلا به احتباس ادرار استفاده می‌شود. زمانی که تخلیه کامل مثانه دشوار یا غیرممکن است، خود سوندگذاری یک گزینه در درمان BPH است. عفونت مجاری ادراری شایع‌ترین عارضه سوندگذاری متناوب است. چندین روش و انواع سوندها در دسترس است، از جمله سوندهای استریل (یک بار مصرف) و تمیز (چند بار مصرف)، اما بر اساس اطلاعات فعلی، هیچ‌کدام در کاهش بروز عفونت دستگاه ادراری نسبت به سایرین برتری ندارد.

### جراحی

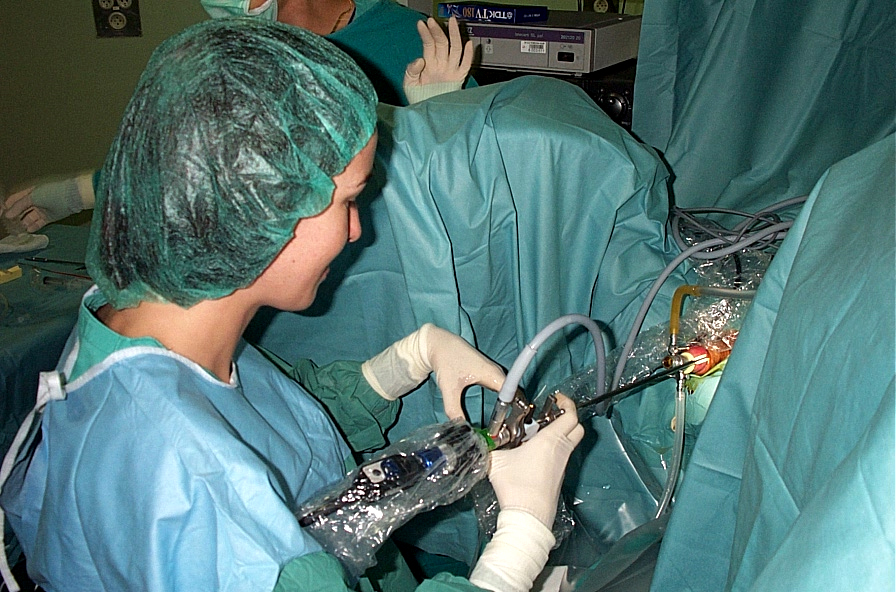
رزکسیون پروستات از راه اورترا

در صورتی که درمان دارویی مؤثر نباشد، ممکن است جراحی انجام شود. تکنیک‌های جراحی مورد استفاده شامل موارد زیر است:
- رزکسیون پروستات از طریق مجرای ادرار: به عنوان استاندارد طلایی شناخته می‌شود.[۹۵] تصور می‌شود که TURP مؤثرترین روش برای بهبود علائم ادراری و جریان ادرار است، با این حال، این روش جراحی ممکن است با عوارضی در ۲۰ درصد از مردان همراه باشد.[۹۵] جراحی خطرات ایجاد عوارضی مانند انزال پس‌رونده (شایع‌ترین)، اختلال نعوظ، بی‌اختیاری ادرار، تنگی مجرای ادرار را به همراه دارد.[۹۶]
- برش پروستات از طریق مجرای ادرار: این روش به ندرت انجام می‌شود؛ تکنیک آن مشابه TURP است اما تأثیرگذاری کمتری دارد.
- پروستاتکتومی باز: با وجود نتایج بسیار خوب، امروزه به دلیل عوارض بالای آن معمولاً انجام نمی‌شود.

سایر روش‌های جراحی کمتر تهاجمی (که نیاز به بی‌حسی نخاعی دارند) عبارتند از:
- ابلیشن پروستات با لیزر هولمیوم
- انوکلاسیون پروستات با لیزر هولمیوم
- تبخیر پروستات از طریق مجرای ادرار با لیزر تولیوم
- تبخیر فتوسلکتیو پروستات
- آکوابلیشن‌تراپی: نوعی جراحی با استفاده از فشار آب (water jet) برای برداشتن بافت پروستات.

### روش‌های کم‌تهاجمی
برخی روش‌های کم‌تهاجمی با توجه به ترجیحات بیماران و بیماری‌های همراه در دسترس هستند. این اقدامات به صورت سرپایی با بی‌حسی موضعی انجام می‌گیرند.
- آمبولیزاسیون شریان پروستات: یک پروسیجر درون عروقی در رادیولوژی مداخله‌ای.[۹۷] از طریق کاتترها، عوامل آمبولیک در شاخه‌های اصلی شریان پروستات آزاد می‌شوند تا باعث کاهش اندازه غده پروستات و در نتیجه کاهش علائم ادراری شوند.[۹۸]
- درمان حرارتی با بخار آب (با نام تجاری Rezum): این روش یک پروسیجر جدیدتر در مطب برای برداشتن بافت پروستات با استفاده از بخار آب با هدف حفظ عملکرد جنسی است.[۹۹]
- لیفت مجرای ادراری پروستات (با نام تجاری UroLift): این مداخله شامل مجموعه‌ای از یک دستگاه و یک ایمپلنت است که برای دور کردن لوب پروستات از مجرای ادرار طراحی شده است.[۱۰۰]
- گرمادرمانی مایکروویو ترانس‌اورترال یک روش سرپایی است که در مقایسه با جراحی کمتر تهاجمی است و شامل استفاده از امواج مایکروویو (گرما) برای کوچک کردن بافت بزرگ شده پروستات است.[۹۵]
- دستگاه قابل کاشت موقت نیتینول: وسیله‌ای است که در مجرای ادرار قرار داده می‌شود و پس از آزاد شدن، منبسط شده و شکل مجرای ادرار و گردن مثانه را تغییر می‌دهد.[۱۰۱]

### طب جایگزین
در حالی که داروهای گیاهی به‌طور رایج برای BPH استفاده می‌شوند، یک مرور در سال ۲۰۱۶ نشان داد که گیاهان مورد مطالعه بهتر از دارونماها نیستند به ویژه، چندین مرور نشان داد که عصاره نخل اره‌ای، که از پرمصرف‌ترین داروهای گیاهی در این مورد است، در کاهش علائم و کوچک کردن پروستات، تفاوتی با دارونما ندارد.

## اپیدمیولوژی

سال‌های عمر تعدیل برای ناتوانی برای هیپرپلازی خوش خیم پروستات به ازای هر ۱۰۰ هزار جمعیت در سال ۲۰۰۴
بدون داده
کمتر از ۲۰
۲۸-۲۰
۳۶-۲۸
۴۴-۳۶
۵۲-۴۴
۶۰-۵۲
۶۸-۶۰
۷۶-۶۸
۸۴-۷۶
۹۲-۸۴
۱۰۰-۹۲
بیشتر از ۱۰۰

در سطح جهان، BPH تا سال ۲۰۱۰ حدود ۲۱۰ میلیون مرد (۶ درصد از جمعیت) را تحت تأثیر قرار داده است. (۶٪ of the population).
پروستات در اکثر مردان با افزایش سن بزرگتر می‌شود. برای یک مرد ۴۶ ساله بدون علائم، خطر ابتلا به BPH در ۳۰ سال آینده ۴۵ درصد است. نرخ بروز از ۳ مورد در هر ۱۰۰۰ نفر-سال در سنین ۴۵ تا ۴۹ سالگی به ۳۸ مورد در هر ۱۰۰۰ نفر-سال تا سنین ۷۵ تا ۷۹ سالگی افزایش می‌یابد. در حالی که نرخ شیوع برای مردان ۴۵ تا ۴۹ ساله ۲٫۷ درصد است، در سن ۸۰ سالگی به ۲۴ درصد افزایش می‌یابد.